# Segelfartyg

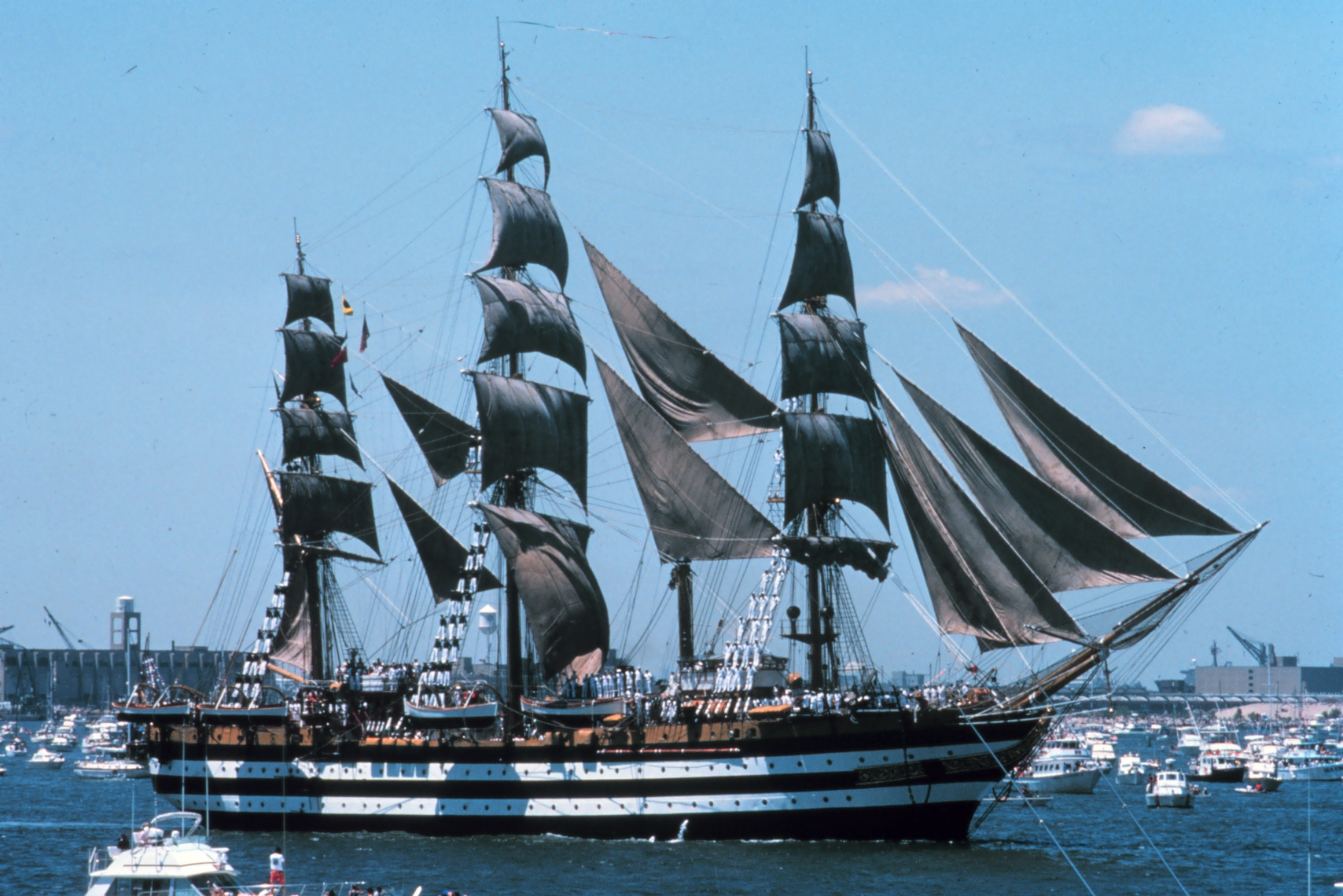
Fullriggaren Amerigo Vespucci

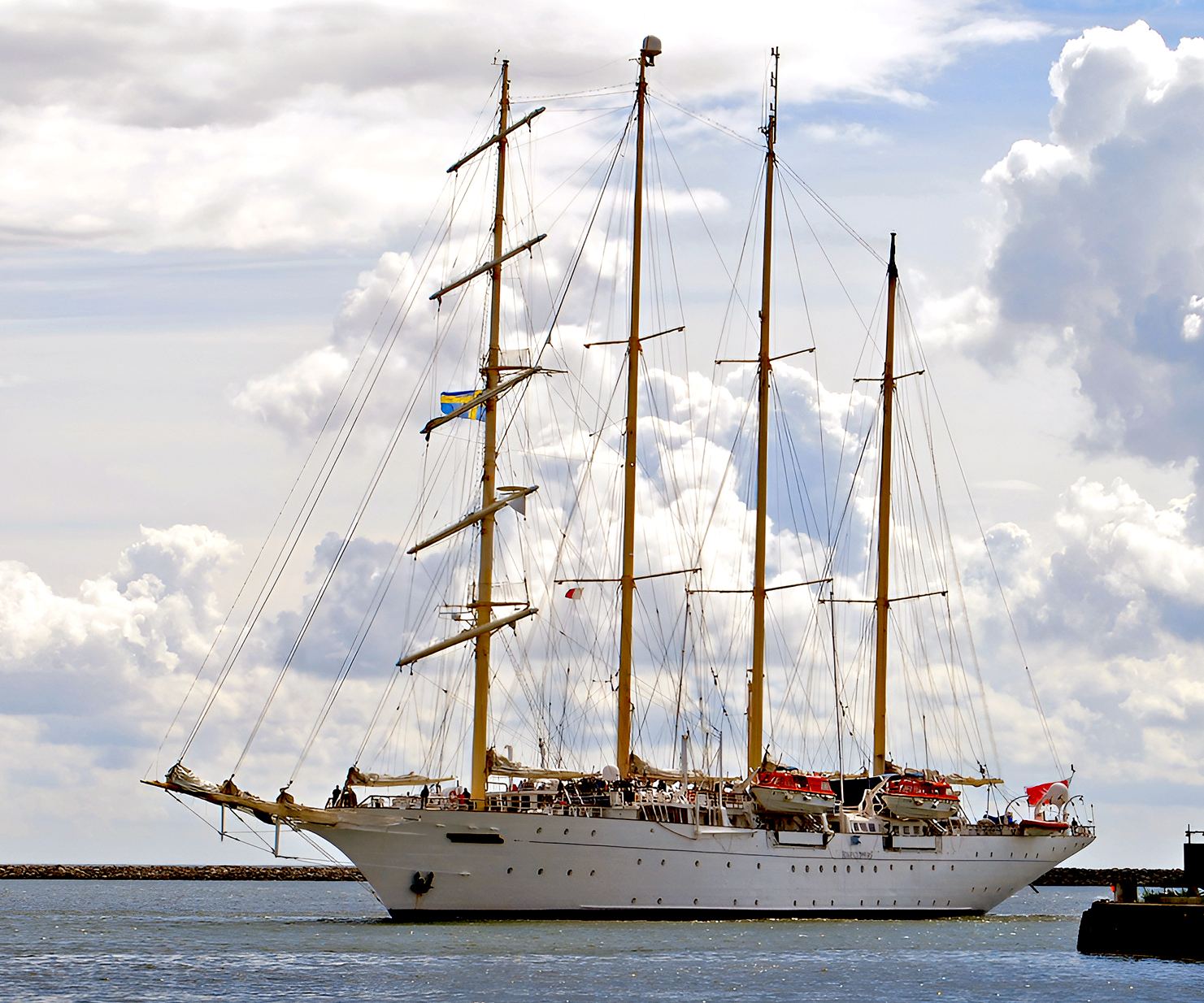
Star Flyer, en klipper byggd 1991 på besök i Ystad 2013.

Ett segelfartyg, segelskepp eller en segelskuta är ett fartyg med segel som huvudsaklig framdrivningskälla.

## Definition
I sjövägsreglerna är segelfartyg farkoster under segel som inte (för tillfället) använder motor för framdrivning.
Enligt svensk lag benämns ett segelfartyg, liksom övriga fartyg, skepp då det är större än 12x4 meter; mindre fartyg benämns båt. Ifråga om segelfartyg används skepp också i betydelsen fullriggare.

## Förkortning
S/V används som förkortning (för eng. sailing vessel, "segelfartyg") och placeras före ett segelfartygs namn, till exempel S/V ANNE-MON. Förkortningen används även för undersöknings- och övervakningsfartyg, (eng. surveillance vessel), exempelvis S/V Ocean Surveyor.

## Historia

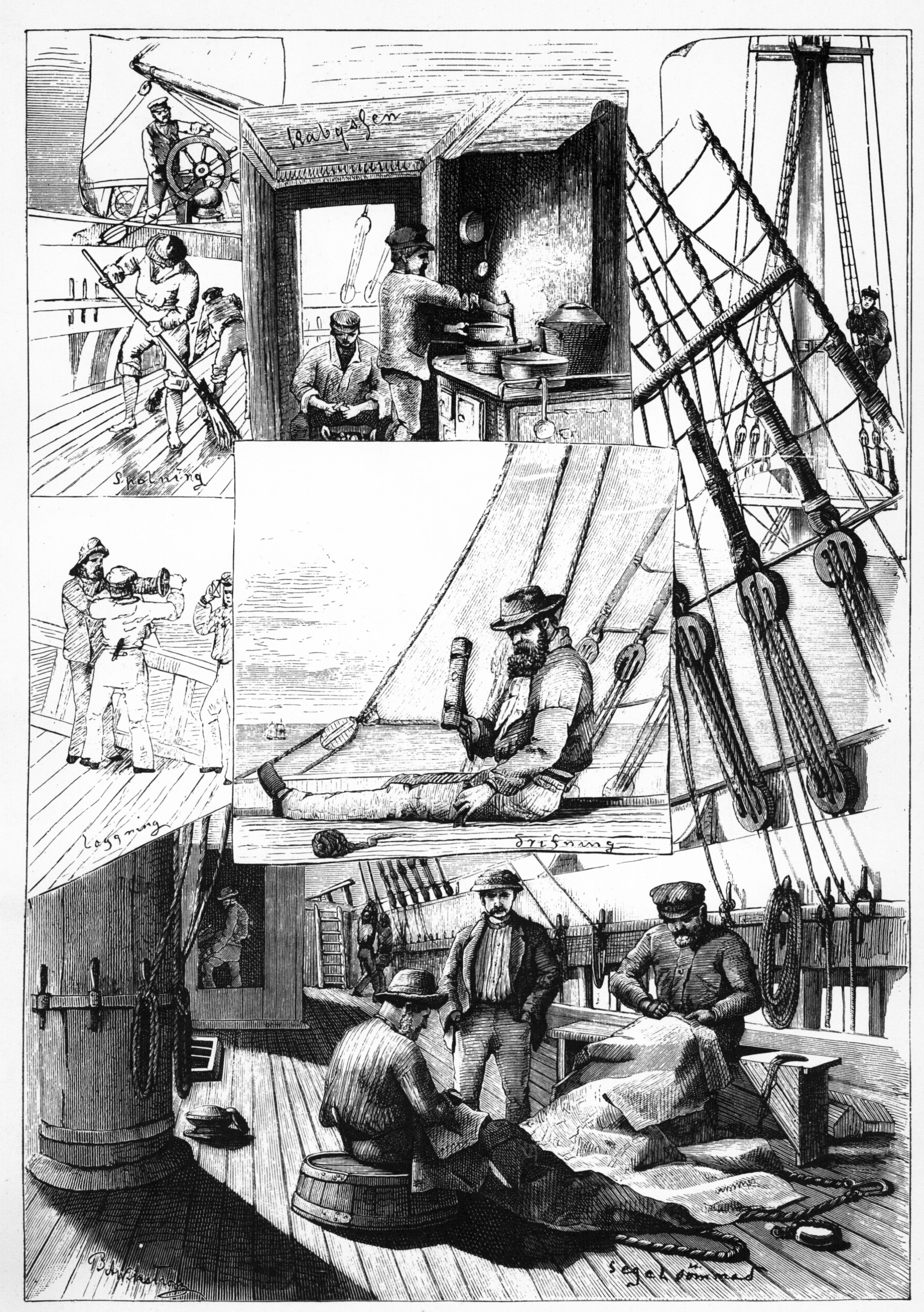
Dagligt liv ombord på ett svenskt segelfartyg. Ny illustrerad tidning (1882).

Segelfartyg har funnits redan omkring 4000 f.Kr. och dominerade fram till mitten av 1800-talet, då ångfartygen började bli konkurrenskraftiga också på oceanfart. Under resten av 1800-talet ersatte ångfartygen alltmer segelfartygen i de flesta sammanhang. Fyrmastbarken Pamir kom 1949 att bli det sista stora kommersiella lastfartyg som seglande rundade Kap Horn.
De första segelfartygen antas ha byggts cirka 3500 f.Kr., eventuellt tidigare, i Egypten eller Mesopotamien.

## Segelfartyg i dag
I dag förekommer segelfartyg främst som skolfartyg, som kryssnings- och charterfartyg och som ideellt upprätthållna fartyg för ungdomsverksamhet, ofta kombinerat med charterfart. Många av fartygen är traditionsfartyg. Nästan alla segelfartyg har i dag hjälpmotor.

## Typindelning
Segelfartygen indelas och benämns efter deras rigg och, i synnerhet för äldre eller mindre fartyg, efter användningsområde och skrovets form. 

### Lista över fartygstyper
- Bark
- Bojort
- Brigg
- Brigantin
- Djonk
- Feluck
- Flöjtskepp
- Fullriggare
  - Fregatt
  - Klipperskepp
  - Korvett
- Galeon
- Galeas
- Holk
- Hukare
- Jakt
- Kaag
- Karack
- Ketch

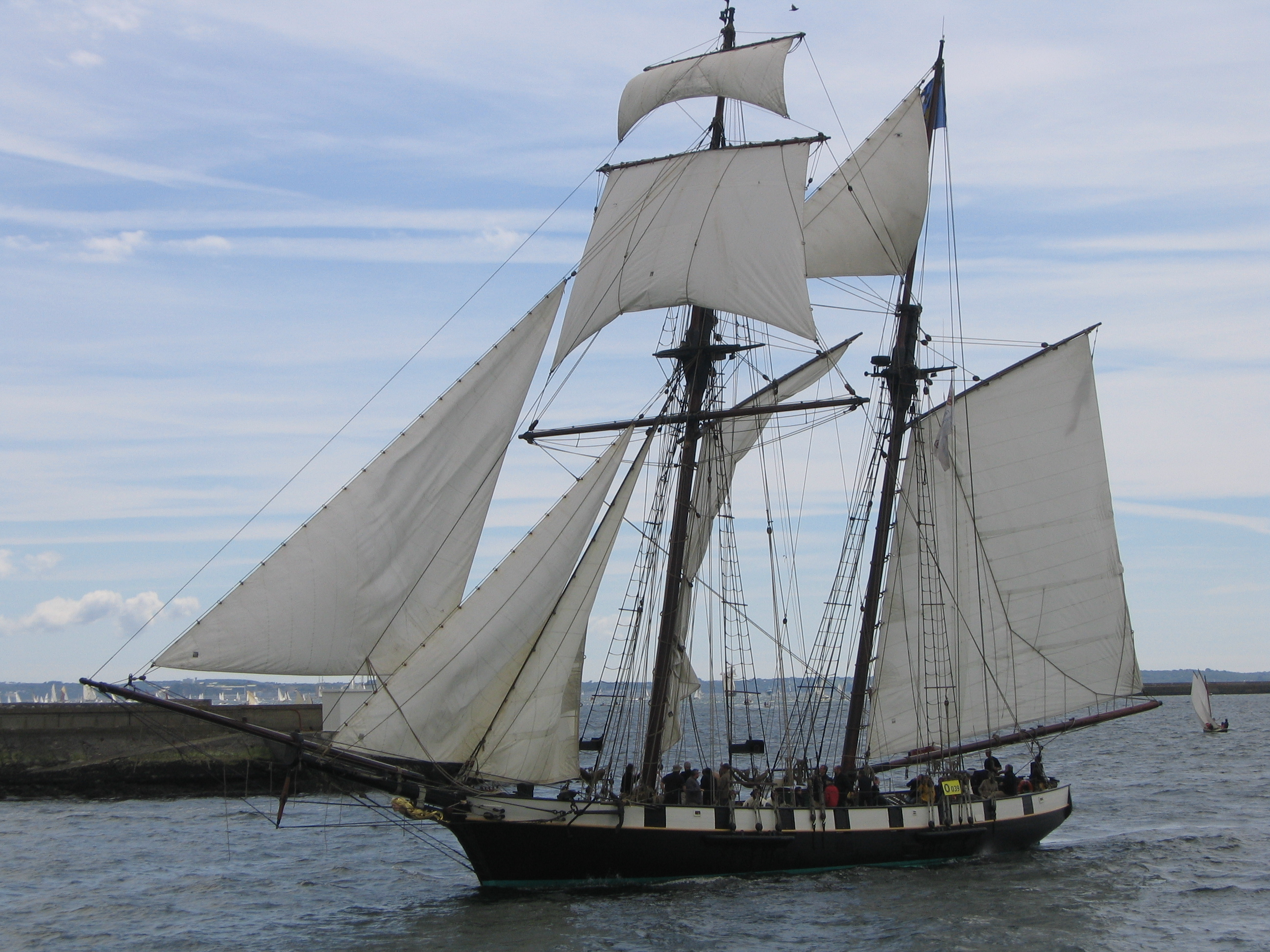
Toppsegelskonaren La Recouvrance

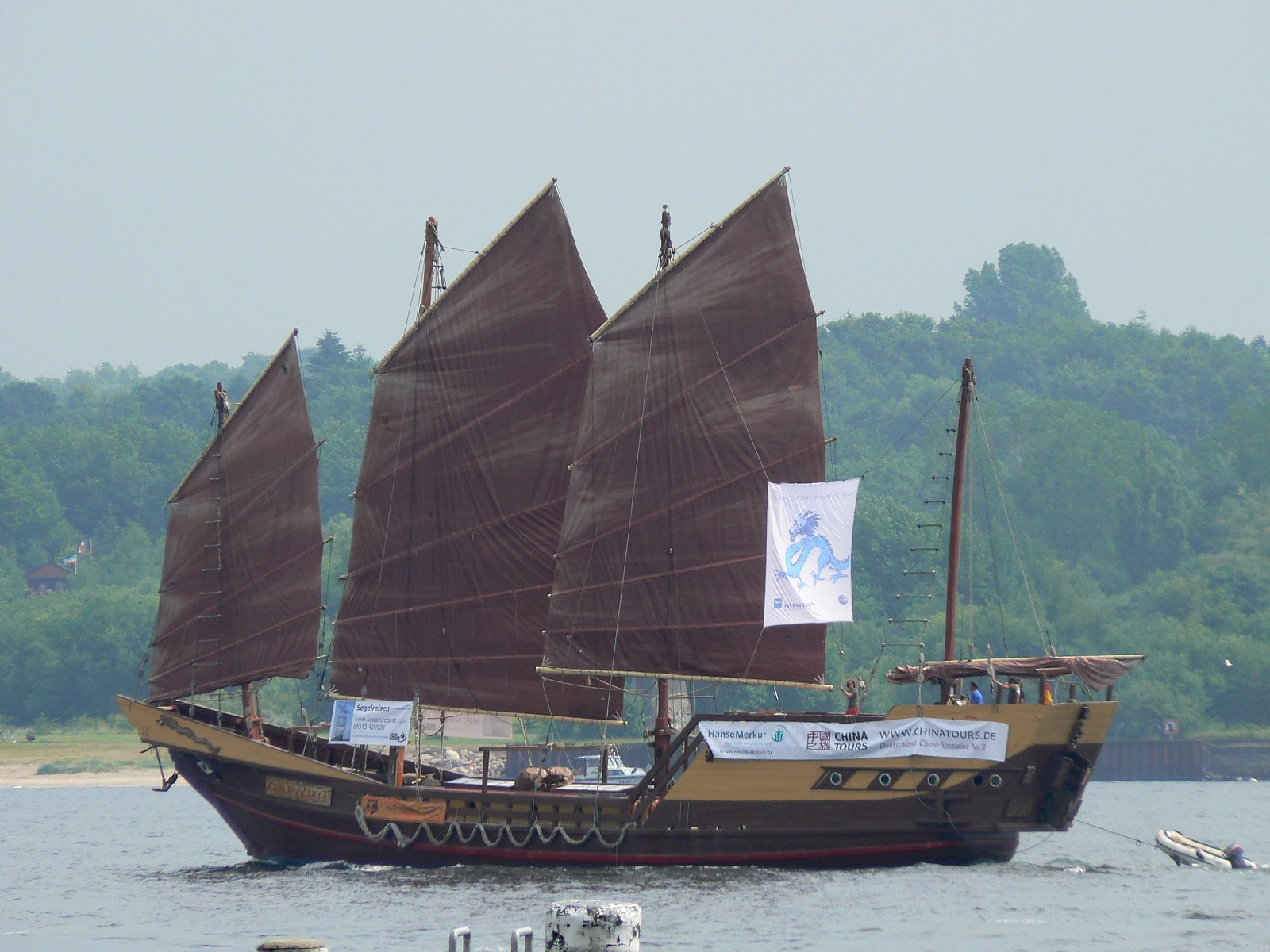
Djonkriggade Kublai's Khan II

- Kravel (även Karavel eller Karavell)
- Kogg

- Kutter
- Linjeskepp
- Långskepp
- Pinass
- Skuta
- Skonare, Skonert
- Slup
- Smack
- Tjalk
- Yawl